# San Francisco Chimalpa
San Francisco Chimalpa är en ort i Mexiko, tillhörande kommunen Naucalpan de Juárez i delstaten Mexiko. San Francisco Chimalpa ligger i den centrala delen av landet och tillhör Mexico Citys storstadsområde. Orten hade 8 953 invånare vid folkmätningen 2010. 2020 hade befolkningen ökat till 9 920 personer. San Francisco Chimalpa är kommunens näst folkrikaste ort.